# Acacia barattensis
Acacia barattensis é uma espécie de leguminosa do gênero Acacia, pertencente à família Fabaceae.